# Царівна (телесеріал)
«Царівна» — український мелодраматичний телесеріал 1993—1994 рр. студії Укртелефільм за мотивами однойменної повісті Ольги Кобилянської. 
Головні ролі виконували Вікторія Малекторович, Лариса Кадирова, Наталія Лотоцька, Олег Шаварський, Олександр Гебдовський, та Мирослав Маковійчук. 
Вперше серіал транслювали у 1993-1994 роках на телеканалі УТ-1.

## Сюжет
Сюжет оповідає про нелегку долю і велике кохання дівчини-сироти, яка виховується в родині свого дядька. Події розгортаються на Буковині початку XX століття. Авторами фільму передано стиль письменниці, побут і традиції українського міщанства, звучить українська літературна мова. 
У серіалі переплітаються долі багатьох людей, що належать до різних типів соціальних і класових категорій. У центрі подій — проста дівчина, яка на особистому досвіді переконалася в жорстокості оточуючих її людей, описується нелегка доля і велике кохання, про яке мріє кожна людина.

## Знімальна група
- Сценаристи: Валентина Лебедєва, Василь Довгий
- Режисер-постановник: Сергій Туряниця
- Оператори-постановники: Віктор Кущ, Микола Красненко
- Художник-постановник: Ігор Біляк
- Художник по костюмах: Наталя Гермашевська
- Звукорежисери: Євген Карабанов, Наталя Скляренко
- Режисер: Галина Черняк
- Оператори: Євген Сологуб, Василь Кривобок
- Декоратори: Андрій Рябко, Віктор Деренюк
- Редактор: Наталя Голик
- Директор: Людмила Стародубцева
- У фільмі звучить «Мелодія ля-мінор» Мирослава Скорика

## Реліз
Вперше всі 20 серій серіалу транслювалися у 1993-1994 роках на телеканалі УТ-1; за іншими даними серіал вперше транслювали на УТ-1 восени 1994 року. За словами журналістки показ серіалу Царівна на початку 1990-их років не спровокував підвищеного інтересу до творів Ольги Кобилянської.